# Villarlurin
Villarlurin foi uma comuna francesa na região administrativa de Auvérnia-Ródano-Alpes, no departamento de Saboia. Estendia-se por uma área de 5,45 km². Em 2010 a comuna tinha 297 habitantes (densidade: 54,5 hab./km²).
Em 1 de janeiro de 2016, foi incorporada à comuna de Les Belleville.